# 法国国家铁路141 R型蒸汽机车
141 R型蒸汽机车，是法国国家铁路在法国解放后从美国和加拿大订购的一款干线客货两用的煤水车式蒸汽机车。这款机车在1945年到1974年间，运用于法国国家铁路各条线路。

## 历史
法国国家铁路在第二次世界大战结束后重建中面临着铁路机车短缺的现实，于是根据《租借法案》，从美国和加拿大订购新型蒸汽机车——141R型。第一批700台141R型机车的订单由美国机车公司、鲍尔温机车厂以及美国利马机车厂获得，这批机车全数采用燃煤设计。第二批640台141R型机车的订单除了上开三家美国厂商获得外，位于加拿大境内的蒙特利尔机车厂和加拿大机车公司亦获得订单；与第一批机车不同的是，考虑到当时法国国家铁路每年需要消耗900万吨煤炭的情况，第二批机车大部分改用燃油设计以节省煤炭，并改善机车司机室的工作环境。
| 制造商         | 工厂序号    | 数量 | 法国国家铁路编号        |
| -------------- | ----------- | ---- | ----------------------- |
| 美国利马机车厂 | 8867–9046   | 180  | 141 R 1 – 141.R.180     |
| 美国机车公司   | 74054–74313 | 260  | 141 R 181 – 141.R.440   |
| 鲍尔温机车厂   | 72254–72513 | 260  | 141 R 441 – 141 R 700   |
| 鲍尔温机车厂   | 72699–72763 | 65   | 141 R 701 – 141 R 765   |
| 鲍尔温机车厂   | 72857–72897 | 41   | 141 R 766 – 141 R 806   |
| 鲍尔温机车厂   | 72928–72981 | 54   | 141 R 807 – 141 R 860   |
| 美国机车公司   | 73934–74053 | 120  | 141 R 861 – 141 R 980   |
| 美国机车公司   | 74833–74872 | 40   | 141 R 981 – 141 R 1020  |
| 美国利马机车厂 | 9112–9211   | 100  | 141 R 1021 – 141 R 1120 |
| 美国机车公司   | 74916–74955 | 40   | 141 R 1121 – 141 R 1160 |
| 鲍尔温机车厂   | 72982–73017 | 36   | 141 R 1161 – 141 R 1196 |
| 鲍尔温机车厂   | 73046–73049 | 4    | 141 R 1197 – 141 R 1200 |
| 蒙特利尔机车厂 | 75010–75109 | 100  | 141 R 1201 – 141 R 1300 |
| 加拿大机车公司 | 2368–2407   | 40   | 141 R 1301 – 141 R 1340 |

由利马机车厂制造的1号机车于1945年7月30日出厂；而由鲍尔温机车厂制造的466号机车，于1945年11月17日运抵马赛港，成为第一台运抵法国的141R型机车。而最后由加拿大机车公司制造的1340号机车，于1947年7月出厂，并于同年9月5日运抵瑟堡港。值得注意的是，1947年4月11日，装有1220号到1235号机车以及1241号机车的挪威籍货轮Belpamela号在纽芬兰岛附近海域失事沉没，因此法国国家铁路实际只有1323台141R型机车运用。
1973年11月至1974年4月期间，配属于纳博讷机务段的4台141R型机车（141R-1123号、141R-1124号、141R-1141号以及141R-1144号机车）租赁给希臘鐵路組織，但这4台机车在退租返回法国后在屈洛兹站被拆解。而法国国营铁路最后运用的141R型机车——配属于韦尼雪机务段的1187号机车，于1975年10月19日完成了里昂到韦讷区间的特别运行后退役。

## 设计

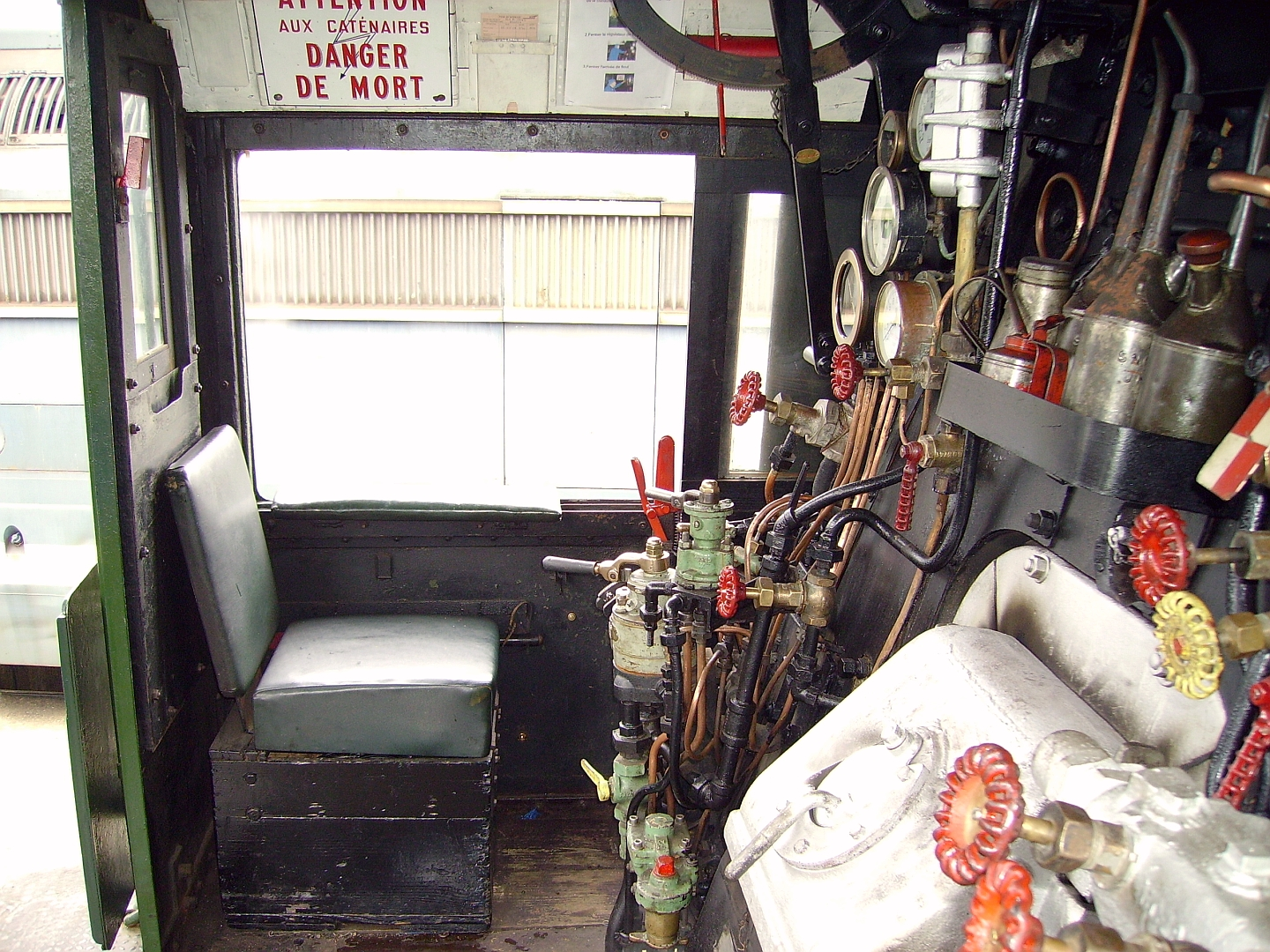
141 R 1199号机车的司机位

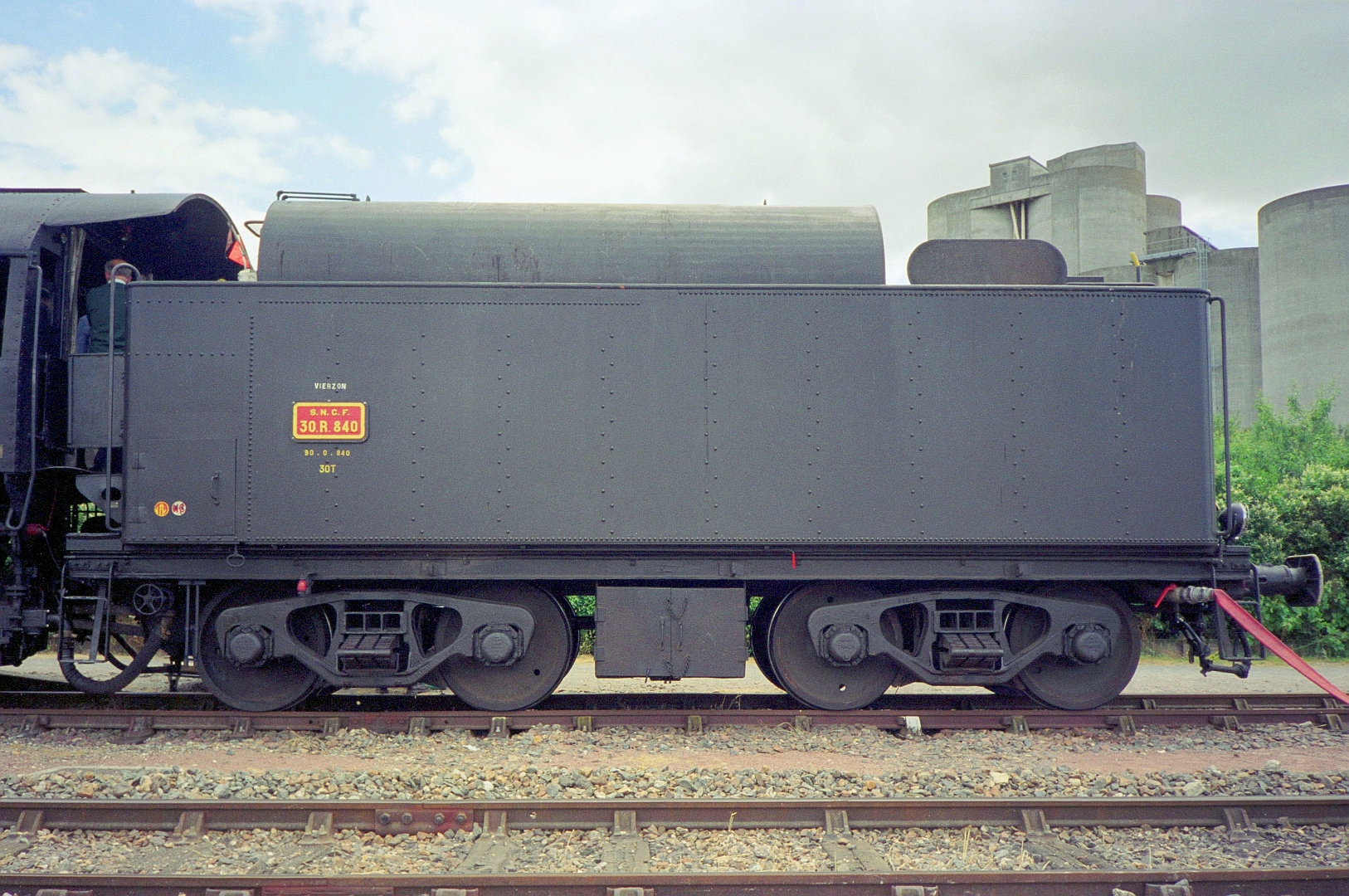
141型机车的燃油煤水车

141 R型蒸汽机车的设计有借鉴于第一次世界大战后期美国铁路管理局推出的轻天皇型蒸汽机车，但考虑到法国国情，141 R型蒸汽机车的高度和宽度降低，并加装了链式车钩、缓冲饼以及集烟板。
对于法国国家铁路来说，采用简单扩展和非常先进的技术设计的141 R型机车可谓是前所未有——1号到1100号机车的车架和滑動軸承似乎是无可挑剔；而1101号到1320号机车，则是法国国家铁路蒸汽机车序列中仅有的一批采用水滴式车轮、滚动轴承以及一体式铸造车架的机车，其在每两次进厂大修的间隔中，最大运行里程可达230000公里。

### 司机室
141 R型机车的司机室采用密闭式设计，操作台采用人机工学设计，不仅易于司机操作，也给司机提供了一个相对现代化的舒适环境。由于加装了自动加煤机或者是供油调节器，司机可以在坐下时控制机车运行以及燃料供应。

### 煤水车
141R型机车的30R型煤水车是典型的美式风格。其水箱容量为30立方米，燃料箱可装11.5吨煤或13立方米燃料油。美国机车公司制的煤水车箱体采用焊接，而鲍尔温机车厂制的煤水车箱体采用铆接或焊接，其他制造商制的煤水车箱体采用铆接。
煤水车采用一体式底架，底架本身由两个钢制转向架支撑，1号至700号机车的煤水车转向架采用滑动轴承，701号至1340号机车的煤水车转向架改用滚动轴承，每个车轮直径1,067毫米。煤水车配备了由司机室司机操作台控制的自动加煤机。 煤水车的总长度为9.5米，总重量为76吨。

## 机车保存
目前在法国和瑞士保留了12台141 R型机车。

### 法国境内
在法国境内处于运行状态的有：

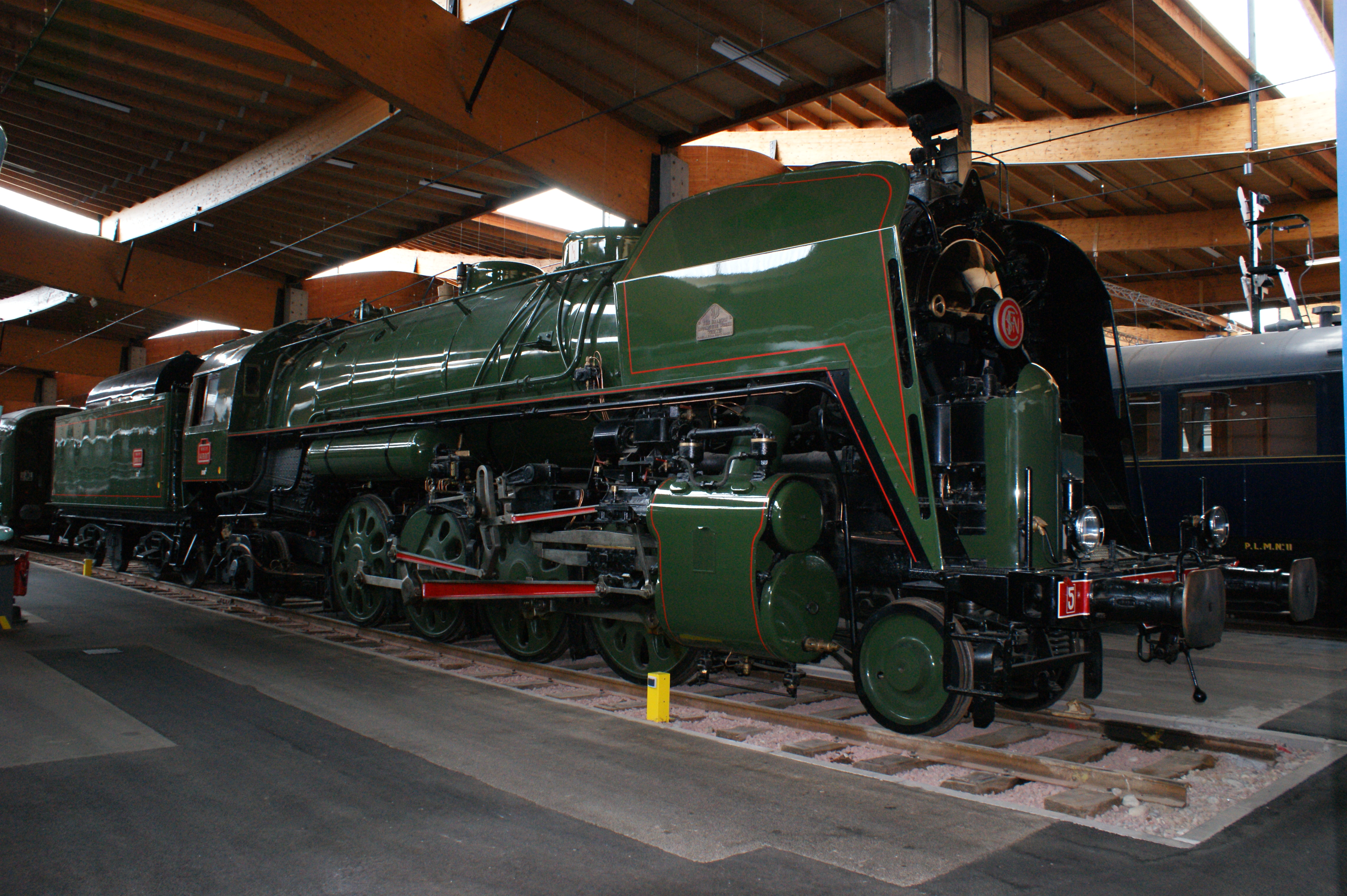
141 R 1187号机车

- 141 R 420号机车：燃煤机车，位于奥弗涅-罗讷-阿尔卑斯大区多姆山省克莱蒙费朗，由141 R 420号机车公民保存协会（法語：Société Civile de Conservation de la 141 R 420）拥有。[1]
- 141 R 840号机车：燃油机车，位于中央-盧瓦爾河谷大區卢瓦雷省弗勒里莱索布赖，由中央-卢瓦尔河谷大区卢瓦雷省的组织拥有。[2]
- 141 R 1126号机车：燃油机车，位于欧西坦尼亚大区上加龙省圖盧茲，由法国国家铁路拥有，但交由组织管理。[3]
- 141 R 1199（法语：141 R 1199）号机车：燃油机车，位于卢瓦尔河地区大区萨尔特省勒芒[4]，由法国国家铁路拥有，但交由R 1199号蒸汽机车（法語：Loco Vapeur R 1199)组织管理。[5]

这4台机车被列为法国历史遗迹。
剩下的3台机车均由法国国家铁路拥有并静态展示：
- 141 R 1108号机车：燃油机车，保存于普罗旺斯-阿尔卑斯-蓝色海岸大区滨海阿尔卑斯省鲁瓦亚河畔布雷伊高地运输生态博物馆（法语：Écomusée du haut-pays et des transports）
- 141 R 1187号机车：燃油机车，保存于大東部大區上莱茵省米盧斯火車城
- 141 R 1298（法语：141 R 1298）号机车：燃油机车，保存于奧克西塔尼大區加尔省尼姆，由组织管理。这台机车可以点火运行[6]，但未被批准在正线上运行。

### 瑞士境内
在瑞士境内处于运行状态的有：

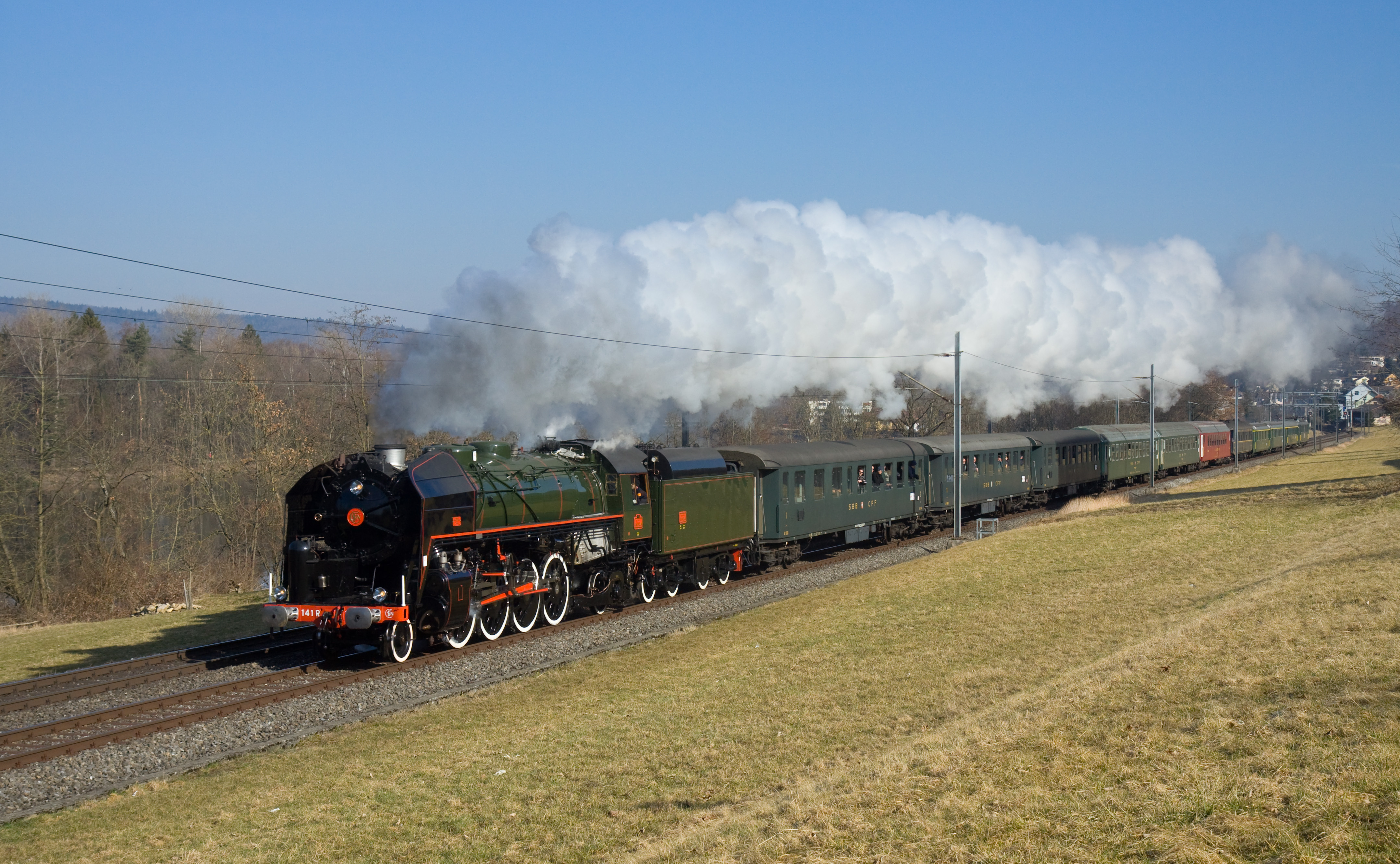
141 R 1244号机车

- 141 R 568号机车：燃煤机车，位于沃州瓦洛尔布，由组织拥有。
- 141 R 1244号机车：燃油机车，位于阿尔高州布魯格，由组织拥有。

剩下的3台机车在停止修复后处在弃置状态：
- 141 R 73号机车：燃煤机车[7]
- 141 R 1207号机车：燃煤机车
- 141 R 1332号机车：燃油机车。2015年时仅剩车架和轮对。[8]